# العلاقات الأردنية النيكاراغوية
العلاقات الأردنية النيكاراغوية هي العلاقات الثنائية التي تجمع بين الأردن ونيكاراغوا.

## مقارنة بين البلدين
هذه مقارنة عامة ومرجعية للدولتين:
| وجه المقارنة                                              | الأردن                   | نيكاراغوا        |
| --------------------------------------------------------- | ------------------------ | ---------------- |
| المساحة (كم2)                                             | 89.34 ألف                | 130.38 ألف       |
| عدد السكان (نسمة)                                         | 9.81 مليون               | 6.22 مليون       |
| الكثافة السكانية (ن./كم²)                                 | 109.81                   | 47.71            |
| العاصمة                                                   | عمان                     | ماناغوا          |
| اللغة الرسمية                                             | اللغة العربية            | اللغة الإسبانية  |
| العملة                                                    | دينار أردني              | كوردبا نيكاراغوا |
| الناتج المحلي الإجمالي (بليون دولار)                      | 40.07 مليار              | 13.81 مليار      |
| الناتج المحلي الإجمالي (تعادل القوة الشرائية) بليون دولار | 82.80 مليار              | 31.63 مليار      |
| الناتج المحلي الإجمالي الاسمي للفرد دولار أمريكي          | 4.94 ألف                 | 2.09 ألف         |
| الناتج المحلي الإجمالي للفرد دولار أمريكي                 | 12.05 ألف                | 4.92 ألف         |
| مؤشر التنمية البشرية                                      | 0.748                    | 0.631            |
| رمز المكالمات الدولي                                      | +962                     | +505             |
| رمز الإنترنت                                              | .jo                      | .ni              |
| المنطقة الزمنية                                           | ت ع م+02:00، ت ع م+03:00 | 00               |

## منظمات دولية مشتركة
يشترك البلدان في عضوية مجموعة من المنظمات الدولية، منها:
| علم المنظمة | اسم المنظمة                               | تاريخ انضمام الأردن | تاريخ انضمام نيكاراغوا |
| ----------- | ----------------------------------------- | ------------------- | ---------------------- |
|             | مؤسسة التنمية الدولية                     | 4 أكتوبر 1960       | 30 ديسمبر 1960         |
|             | يونسكو                                    | 14 يونيو 1950       | 22 فبراير 1952         |
|             | وكالة ضمان الاستثمار متعدد الأطراف        | 12 أبريل 1988       | 12 يونيو 1992          |
|             | الأمم المتحدة                             | 14 ديسمبر 1955      | 24 أكتوبر 1945         |
|             | الاتحاد البريدي العالمي                   | ?                   | ?                      |
|             | البنك الدولي للإنشاء والتعمير             | 29 أغسطس 1952       | 14 مارس 1946           |
|             | الاتحاد الدولي للاتصالات                  | 20 مايو 1947        | 12 مايو 1926           |
|             | منظمة حظر الأسلحة الكيميائية              | ?                   | ?                      |
|             | مؤسسة التمويل الدولية                     | 20 يوليو 1956       | 20 يوليو 1956          |
|             | المركز الدولي لتسوية المنازعات الاستشارية | 29 نوفمبر 1972      | 19 أبريل 1995          |
|             | منظمة التجارة العالمية                    | ?                   | ?                      |
|             | منظمة الشرطة الجنائية الدولية             | ?                   | ?                      |

## وصلات خارجية
- موقع وزارة الخارجية الأردنية
- موقع وزارة الخارجية النيكاراغوية